# Дамаскин, Борис Борисович
Борис Борисович Дамаскин (16 мая 1932, Москва – 13 декабря 2019) — российский (советский) химик, специалист в области электрохимии. Доктор химических наук (1965), Заслуженный профессор МГУ.

## Биография
Борис Борисович Дамаскин родился в 1932 году в Москве, где прожил всю жизнь, за исключением эвакуации на время войны. Родители развелись вскоре после рождения. Воспитывался в семье матери. Бабушка была из польских дворян, дедушка – наполовину поляк, наполовину русский. Отец был инженером по специальности, профессором, заведовал кафедрой Детали машин в Текстильном институте и 
Институте лёгкой промышленности.  С отцом поддерживал отношения вплоть до его кончины в 1980 году.
Учился в средней школе № 9 в Замоскворечье в одном классе с Петром Фоменко. В 1956 году закончил химический факультет МГУ. Кандидат химических наук с 1959 г.(тема диссертации: «Изучение адсорбции неорганических и органических катионов на ртути методом измерения дифференциальной ёмкости»). После защиты докторской диссертации на тему «Исследования в области строения двойного электрического слоя» в 1965 году по протекции А. Н. Фрумкина становится профессором. В этом же году А. Н. Фрумкин организовал новый журнал «Электрохимия» Академии наук, куда ввели в редколлегию Б. Б. Дамаскина (он до сих пор в составе редколлегии, единственный, кто был в составе все годы, начиная с 1965).
После смерти А. Н. Фрумкина возглавил кафедру электрохимии в 1977 году, которой руководил вплоть до 1998.
На химическом факультете МГУ факультета Б. Б. Дамаскин читает раздел «Электрохимия» в курсе лекций по физической химии, а также спецкурсы «Двойной электрический слой», «Кинетика электродных процессов». С 1993 г. — заслуженный профессор МГУ.
Похоронен на Хованском кладбище.

## Научная деятельность
Область научных интересов Б. Б. Дамаскина можно определить, как исследование строения границы раздела между электродом и раствором и изучение адсорбции различных ионов и молекул на электродах.
Б. Б. Дамаскин начал свою деятельности с воспроизведения методики измерения ёмкости и её применения к изучению адсорбции органических соединений, что было заложено А. Н. Фрумкиным ещё в 20-х годах. А. Н. Фрумкиным была предложена изотерма абсорбции, степень применимости которой, доказательства, сравнение с другими изотермами, всё это легло в основу докторской диссертации. Эта методика была отлажена и имела достаточно понятный математический аппарат. Была написана монография «Адсорбция органических соединений на электродах», куда ещё вошли работы О. А. Петрия и В. В. Батракова, которая была переведена на английский, немецкий языки.
Наиболее существенным результатом явилось создание новой феноменологической теории, описывающей с единых позиций обратимую адсорбцию на электродах неорганических и органических ионов и нейтральных органических молекул.
В 1979 году Б. Дамаскин становится членом Научного совета РАН по электрохимии и коррозии, а с 1986 года является членом Международного электрохимического общества.

## Награды и премии
1970 – Медаль «За доблестный труд. В ознаменование 100-летия со дня рождения В. И. Ленина»
1988 – Ветеран труда
1993 – Заслуженный деятель науки РФ
1993 – Заслуженный профессор МГУ
2001 – Лауреат Премии Президента РФ в области образования
2003 – Орден Почёта

## Основные работы
- Дамаскин Б. Б., Петрий О. А., Батраков В. В. Адсорбция органических веществ на электродах. М.: Наука. 1968.
- Дамаскин Б. Б., Петрий О. А. Введение в электрохимическую кинетику. М.: Высшая школа. 1975; издание 2-е, перераб. и доп., 1983.
- Электродные процессы в растворах органических соединений / Под ред. Б. Б. Дамаскина. М.: Изд-во МГУ. 1985.
- Дамаскин Б. Б., Петриц О. А. Основы теоретической электрохимии. М.: Высшая школа. 1978; издание 2-е – Электрохимия. 1987.
- Дамаскин Б. Б., Петрий О. А., Цирлина Г. А. Электрохимия, 2006, Химия, КолосС Москва, ISBN 978-5-98109-064-6, 978-5-9532-0684-6, 670 с.
- B.B. Damaskin, O.A. Petrii, V.V. Batrakov, Adsorption of Organic Compounds on Electrodes, New York, Plenum Press, 1971. 499 p.
- B.B. Damaskin, The Principles of Current Methods for the Study of Electrochemical Reactions, New York, McGraw-Hill, 1967, 112 p.